# Sup bělohlavý
Sup bělohlavý (Gyps fulvus) je velký druh jestřábovitého dravce a mrchožrouta z rodu Gyps, jehož přirozený areál výskytu sahá od Pyrenejského poloostrova a severní Afriky přes Střední východ až po střední Asii a himálajské předhůří. Ve 20. století se areál rozšíření druhu výrazně zmenšil, a to hlavně v Evropě, severní Africe a na Středním východě. Důvodem byl lov, snížení počtu dostupných mršin a hlavně sekundární otravy. Cílem otrav byli predátoři farmářských zvířat, nicméně supi začali ve velkém umírat následkem pozření jejich otráveného masa. Od 70. let 20. století počty evropských supů pomalu rostou díky reintrodukčním programům (Francie, Itálie, Bulharsko aj.) i dalším ochranářským opatřením. Do střední Evropy včetně Česka sup bělohlavý zalétává vzácně, avšak pravidelně. Kolem 90 % evropské populace supů bělohlavých hnízdí ve Španělsku, které je domovem kolem 30 000 supích párů.
S délkou těla kolem 95–110 cm a rozpětím křídel 230–265 cm představuje sup bělohlavý jednoho z větších supích druhů. Tělo a křídla mají různé odstíny hnědé, hlava je nápadně bílá. Krk obepíná bílý krční límec. Živí se výhradně mršinami, v oblibě má hlavně měkčí části jako vnitřnosti a obsah žaludku. Habitat druhu představují hlavně suché až polosuché oblasti s dostatečným množstvím skalnatých útesů, které využívá k hnízdění. Hnízdí koloniálně v jeskyňkách a na římsách vertikálních útesů. Stavba hnízda, inkubace i péče o mláďata je zajišťována oběma partnery. Samice klade většinou jen jedno vejce, inkubace trvá kolem 57 dní, mláďata vylétávají z hnízda po cirka 4 měsících. Jedná se o málo dotčený druh, hlavní hrozbou zůstávají sekundární otravy.

## Systematika
O formální popis supa bělohlavého se zasloužil prusko-ruský botanik Carl Ludwig Hablitz, který druh v roce 1783 pojmenoval jako Vvltvr fuluus. Hablitz druhové jméno převzal od francouzského přírodovědce M. J. Brissona, avšak chybně jej přepsal jako fuluus a teprve pozdější autoři jej opravili na fulvus. V roce 1809 francouzský zoolog Marie Jules César Savigny vytyčil rod Gyps, do kterého byl sub bělohlavý přeřazen. Do tohoto rodu jej zasazuje i moderní taxonomie, takže celé vědecké jméno druhu zní Gyps fulvus. Rodové Gyps je odvozeno z řeckého gups („sup“). Druhové jméno fulvus pochází z latiny, ve které znamená „hnědožlutý“.
Rod Gyps sdružuje několik druhů supů z Evropy, Asie a Afriky. Areál rozšíření jednotlivých druhů se do značné míry překrývá. Podle genetických dat je nejbližším příbuzným supa bělohlavého sup bengálský (G. rueppellii). Tito dva supi pak tvoří klad, jehož sesterskou skupinu utváří sup indický (G. indicus), sup tenkozobý (G. tenuirostris) a sup kapský (G. coprotheres). Ke speciaci rodu Gyps došlo v posledních 6 milionech let.
U supa bělohlavého se rozeznávají dva poddruhy s následujícím rozšířením:
- G. f. fulvus (Hablizl, 1783) – jižní Evropa, severní Afrika až po střední Asii;
- G. f. fulvescens Hume, 1869 – od Afghánistánu po severní Indii.

V rámci evropského poddruhu fulvus se vyskytují významné genetické rozdíly mezi balkánskou a iberijskou populací.

Vybraná dobová vyobrazení
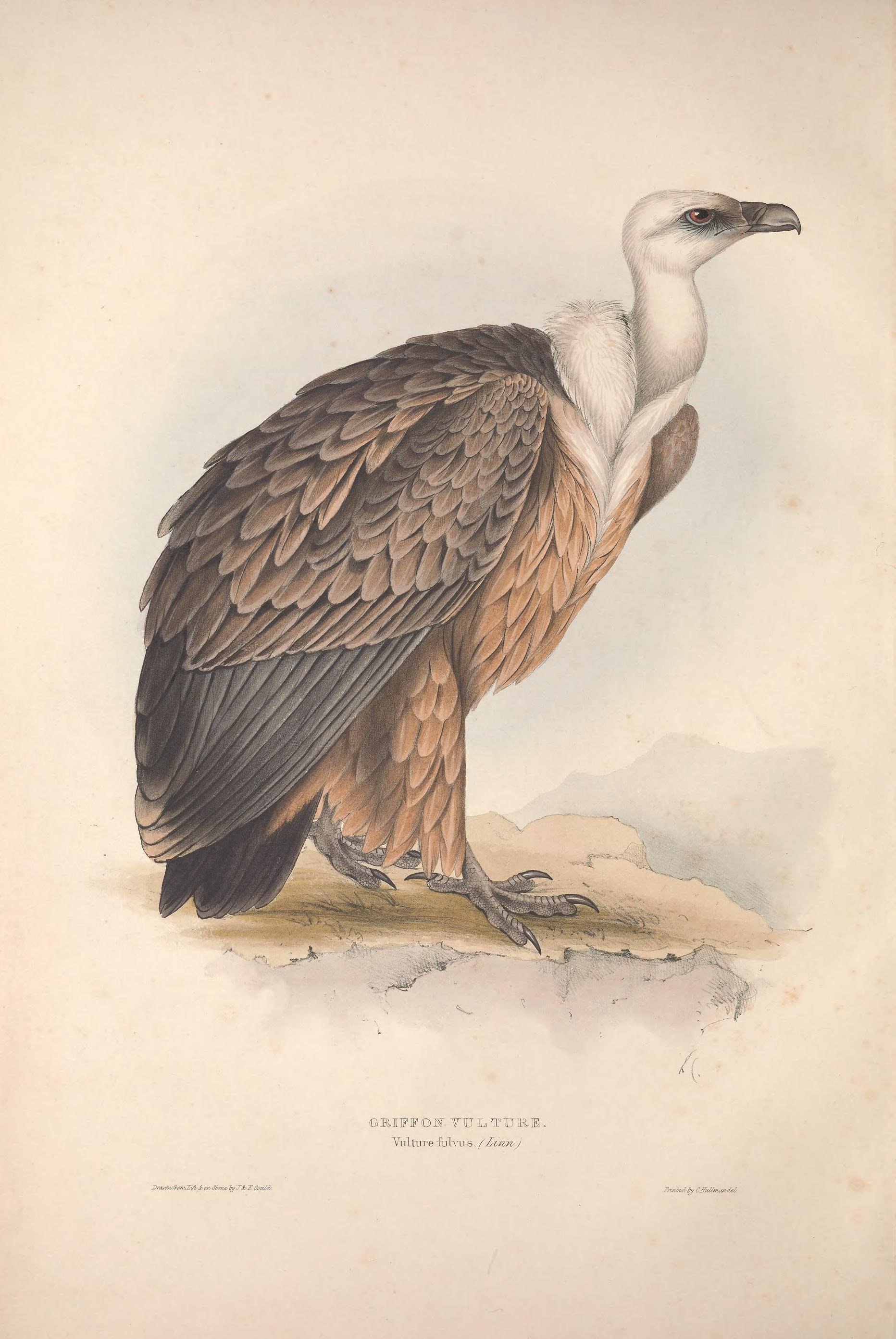
1831
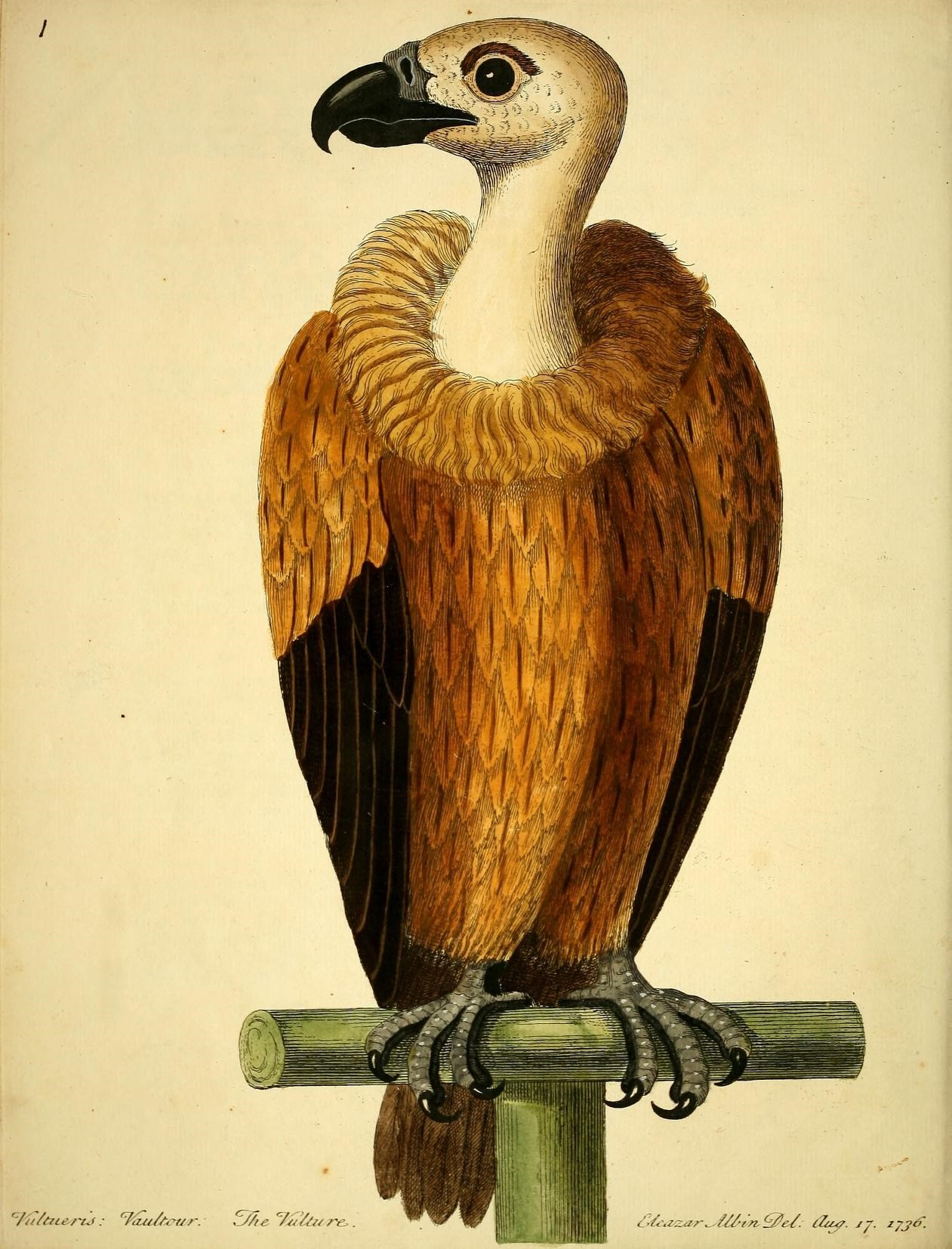
1738
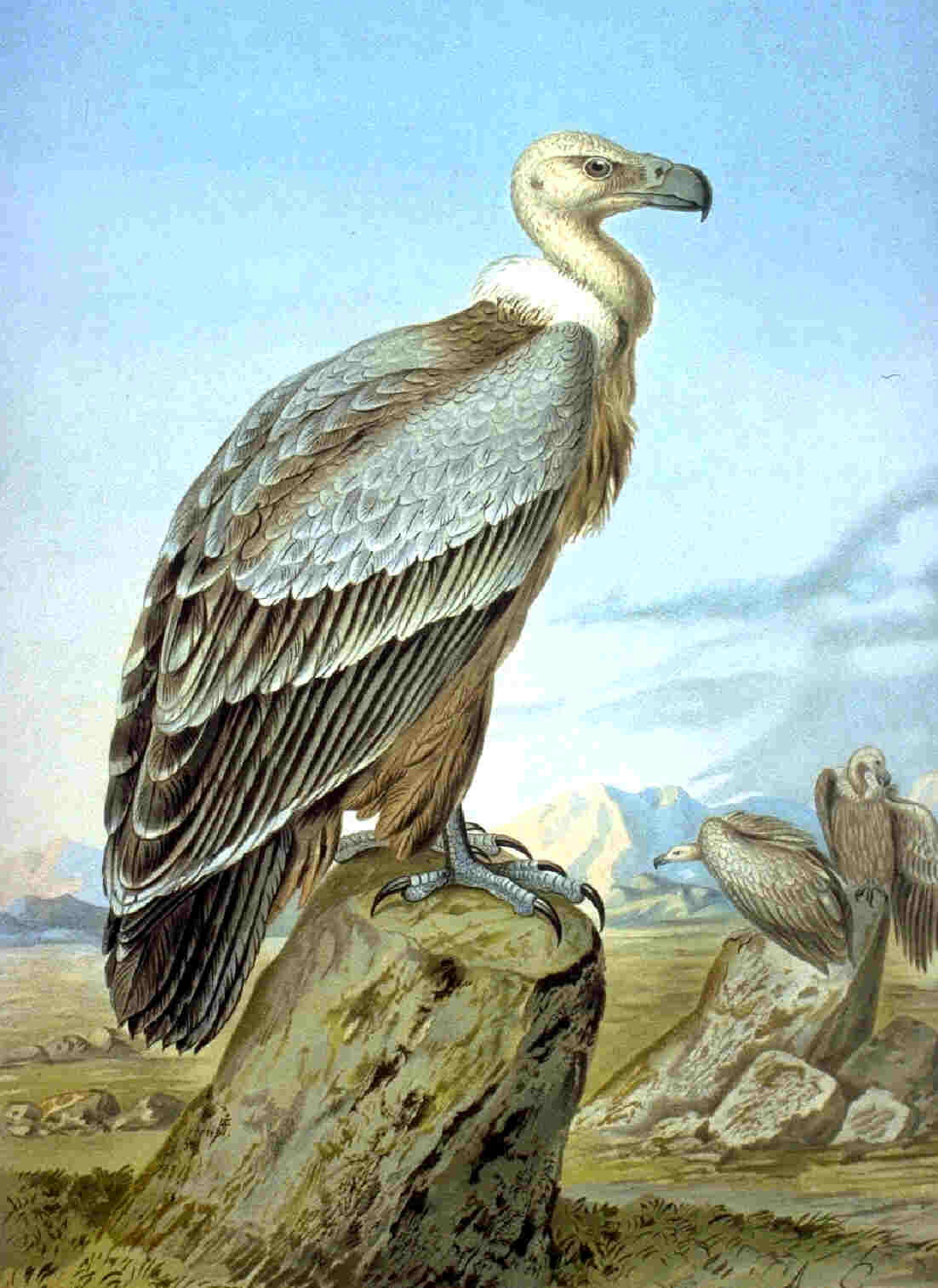
1899
1790–1796
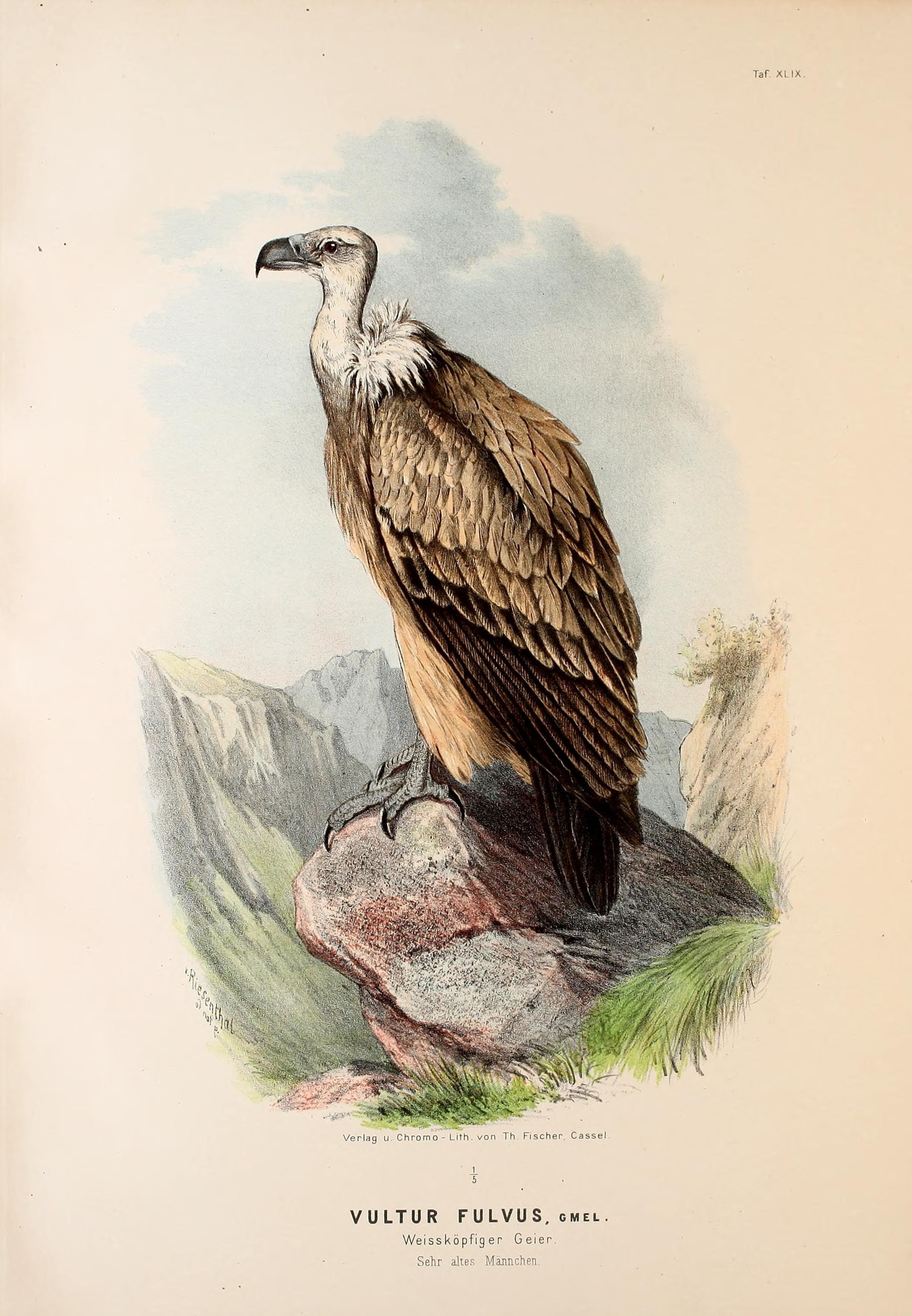
1876

## Výskyt a početnost
Jedná se o druh převážně jižního Palearktu, jeho rozšíření však zasahuje i do severozápadní části Indomalajské oblasti a severní Afrotropické oblasti. Jinými slovy se vyskytuje od Pyrenejského poloostrova přes severní Afriku po východní Himálaj. Ve 20. století došlo k rapidnímu úbytku supa bělohlavého v Evropě, severozápadní Africe a na Středním východě. Důvody byly v zásadě tři: rapidní pokles dostupných mršin, přímý lov a hlavně sekundární otravy. Hlavním cílem zmíněných otrav byli predátoři farmářských zvířat, avšak po jejich úmrtí pozřeli otrávenou mršinu supi, kteří se takto také otrávili. V Evropě přežilo jen několik zbytkových populací, zdaleka největší ve Španělsku. Globální početnost supů bělohlavých se odhaduje ve velmi širokém rozptylu 80–900 tisíc dospělých jedinců.

### Evropa

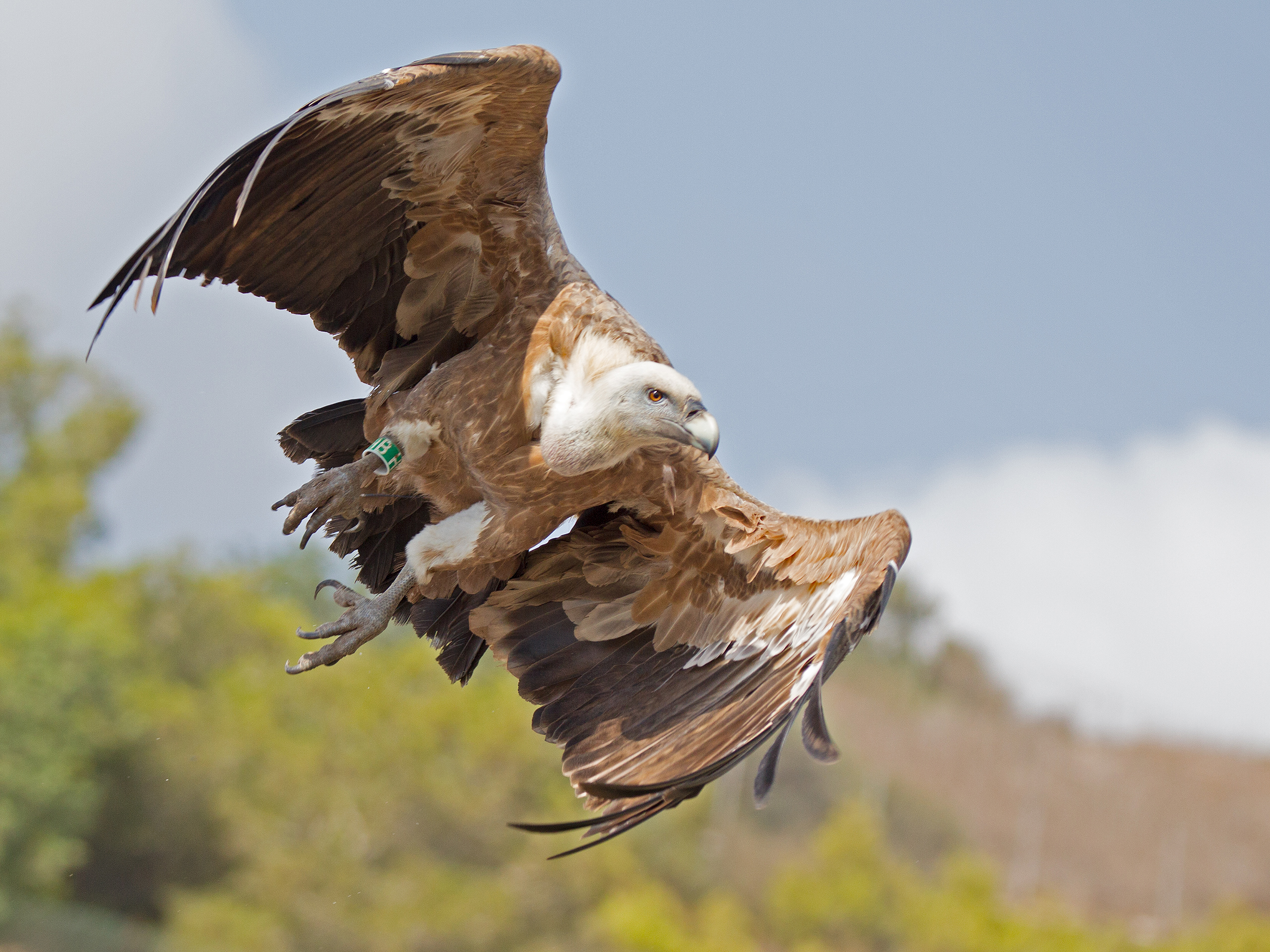
Sup bělohlavý při vzletu (Izrael)

V Evropě je sup bělohlavý rozšířen od Pyrenejského poloostrova přes jižní Francii a Itálii až po Balkán. Balkánské rozšíření supa bělohlavého je značně kapsovité a na většině původního areálu tam již vyhynul. Novodobým těžištěm výskytu supů bělohlavých v jihovýchodní Evropě je Chorvatsko (pouze ostrovy v Kvarnerském zálivu), Srbsko, Kréta a Bulharsko, kde populace od roku 1980 dokonce stoupají díky reintrodukčním programům a přísné ochraně. V roce 2019 se celkový počet supů bělohlavých na Balkáně (včetně Kréty) odhadoval na 445–565 párů. Z toho hned 250–340 párů sídlilo na Krétě, kde se vyskytuje vůbec největší ostrovní populace supa bělohlavého. Zbytkové populace hostí Severní Makedonie a pevninská část Řecka. Vedle Kréty se sup bělohlavý vyskytuje i na dalších středomořských ostrovech, jako je Mallorca, Sardinie, Sicílie nebo Kypr. Rumunsko hostilo velkou populaci supů bělohlavých až do prvních desetiletí 20. století. Vyskytovali se ve skalnatějších částech Karpat, jako jsou pohoří Bucegi, Retezat, Ceahlău nebo Piatra Craiului. Jejich vyhynutí však nastalo následkem sběru vajec a otrav. K úplnému vymizení druhu došlo i v Albánii, Bosně a Hercegovině a Černé Hoře.

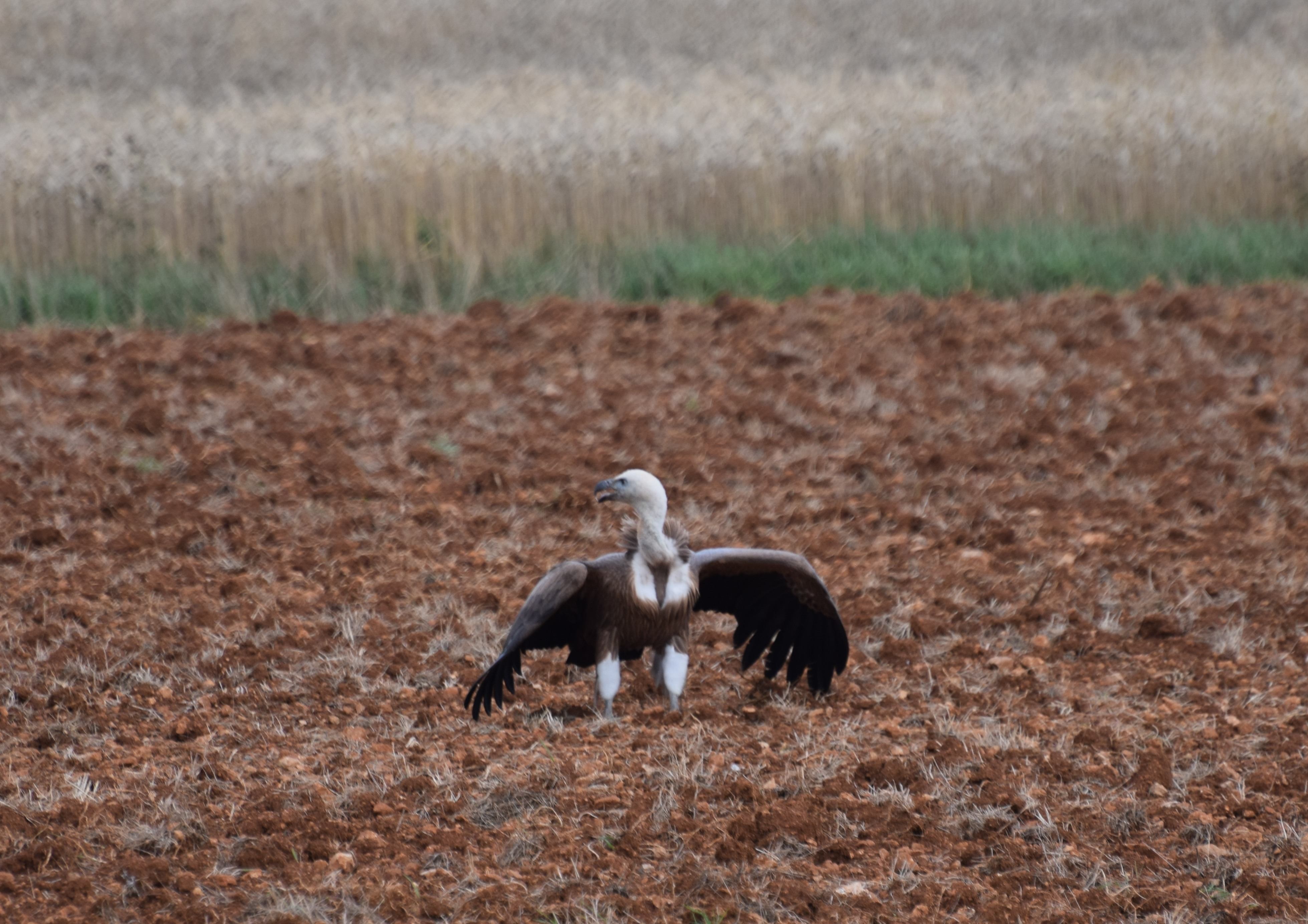
Sup bělohlavý na poli (Creissels, Aveyron, Francie)

Největší početnosti dosahuje sup bělohlavý na Pyrenejském poloostrově. Ve Španělsku se nachází kolem 30 000 párů, což představuje 90–95 % evropské populace supů bělohlavých. I španělskou populaci však zasáhl historický pokles a v roce 1970 se velikost tamější populace odhadovala na pouhých 3000 nebo snad jen 2000 hnízdních párů. Počty španělských supů však poté začaly prudce stoupat. Jen mezi lety 1989–1999 tamější populace vzrostla z asi 8064 na cirka 22 455 hnízdních párů. Došlo přitom jen k malému zvětšení jejich areálu výskytu a prudký nárůst španělské populace je dáván do souvislosti s nárůstem početnosti dobytka, ke kterému došlo ve stejném období. Španělská populace je dostatečně velká na to, aby tamější supi poskytovali zdrojový materiál pro reintrodukce do jiných oblastí, kde došlo k vyhynutím místních supů. Původem španělští supi tak tvoří základ místních populací ve Francii, Itálii, na Kypru a částečně i v Bulharsku. V říjnu 2008 bylo asi 100 nedospělých jedinců během nezvykle silného větru zaváto na Mallorcu. Supi bělohlaví se tam postupně sžili s místní populací supů hnědých a v roce 2012 tam poprvé zahnízdili.

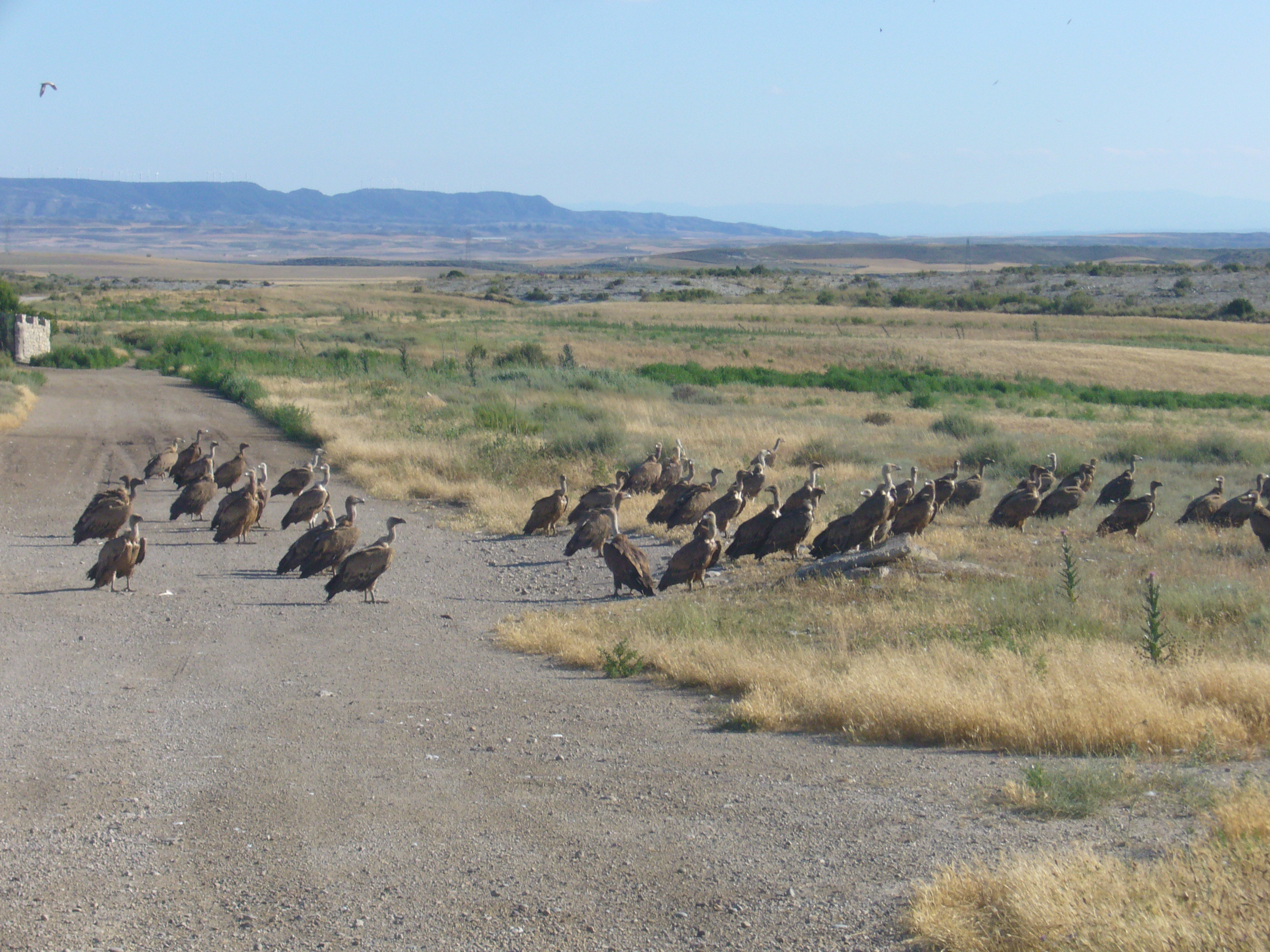
Hejno supů bělohlavých ve španělské Aragonii

V Itálii se sup bělohlavý historicky vyskytoval s jistotou na Sardinii a Sicílii, velmi pravděpodobně i na italské pevnině v Apeninách a v italské části Alp. Na Sicílii došlo k úplnému vyhubení supů bělohlavých v 60. letech 20. století, díky reintrodukčním programům se tam supi vrátili. Na Sardinii byli supi bělohlaví ještě počátkem 20. století široce rozšíření, avšak v roce 1975 zbývalo jen 100–140 jedinců a v roce 2007 už bylo napočítáno jen posledních 12 hnízdních párů. Reintrodukční programy však dokázaly populaci sardinských supů bělohlavých navýšit a v roce 2019 bylo spočteno již 57 párů. Místní reintrodukce proběhly i v italských Alpách a Apeninách. Mezi lety 1992–2018 došlo k reintrodukci více než 400 supů bělohlavých na území Itálie. V roce 2020 se početnost italských supů bělohlavých odhadovala na 800–1000 jedinců, z toho asi 200 hnízdních párů.

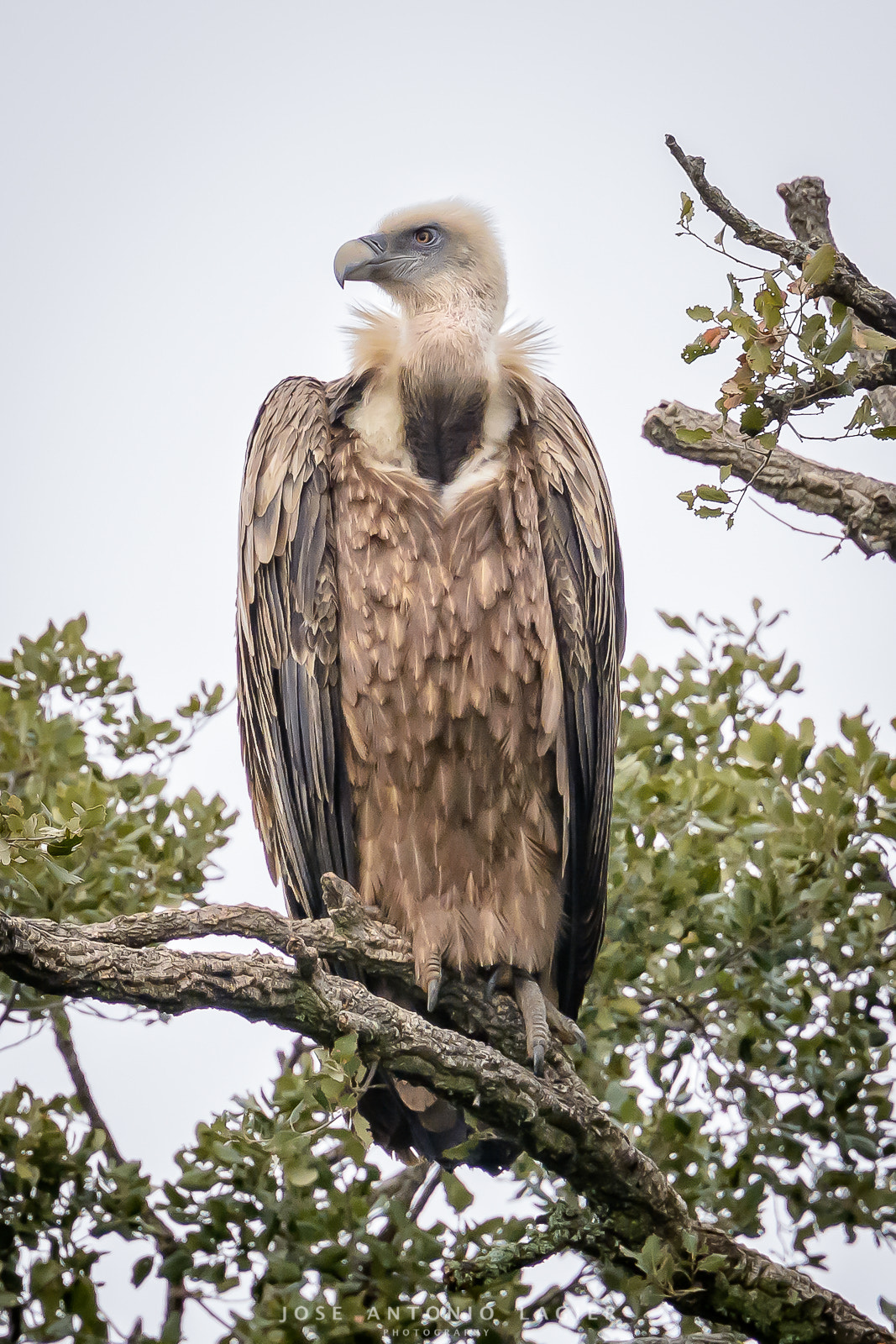
Sup bělohlavý

Ve Francii sup bělohlavý do roku 1945 vymizel ze všech oblastí kromě západních Pyrenejí. Po reintrodukci supů bělohlavých do několika míst ve francouzských Pyrenejích došlo v roce 1968 k reintrodukci do Francouzského středohoří a později i do francouzských Alp. V roce 2023 se francouzská populace odhadovala na více než 2150 hnízdních párů. Do Švýcarska sup bělohlavý pravidelně zalétává v létě v počtu kolem stovky jedinců, avšak k roku 2023 nebylo zaznamenáno hnízdění. Vzácně se sup bělohlavý objeví i ve střední nebo severní Evropě. V roce 2022 byl po 11 letech zaznamenán v Polsku. Známy jsou i zálety do Rakouska, Maďarska, na Slovensko i Ukrajinu. Česká společnost ornitologická k roku 2022 evidovala 20 pozorování na území Česka, nejčastěji od května do září. Pozornost českých ornitologů i médií upoutal hlavně případ chorvatského jedince jménem Kruna, který se v roce 2018 v Česku zdržel více než měsíc. Pravidelně zalétává i do Německa, Belgie nebo Nizozemí. V Německu byl v minulosti patrně rozšířen. Napovídaly by tomu nálezy kostí supa bělohlavého z mladého paleolitu z jeskyní ve Švábsku. Byla dokonce nalezena i píšťalka z kosti supa bělohlavého, jejíž stáří bylo odhadnuto na 35 000 let.

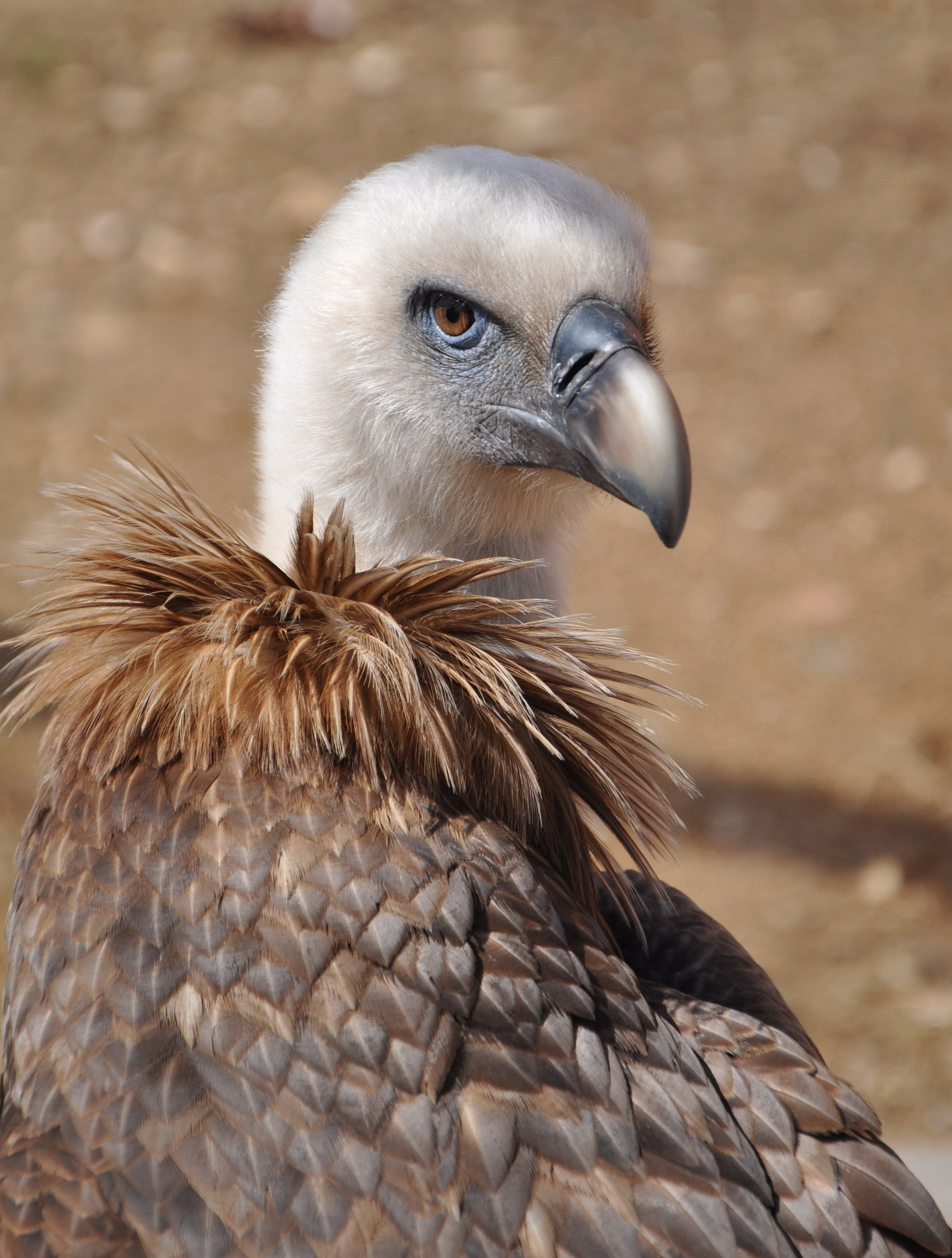
Portrét hlavy (zoologická zahrada v Rostovu na Donu, Rusko)

Celkový počet supů bělohlavých na území Evropy se odhaduje na 34 800–44 700 párů a díky reintrodukčním programům tato populace nadále stoupá.

### Asie a Afrika
O asijské i africké populaci druhu je známo mnohem méně informací než o té evropské. Od Turecka rozšíření supa bělohlavého pokračuje přes střední Východ, Kavkaz, Irák, Írán a Afghánistán dále na sever (Turkmenistán, Uzbekistán, Kyrgyzstán, jižní Kazachstán, západní Čína) i na jih směrem do Pákistánu, severní Indie, nepálských nížin a snad i Bhútánu. Ve vyšších polohách himálajské oblasti i v dalších vysokých horách střední Asie bývá sup bělohlavý nahrazen supem himálajským, v nižších polohách se často vyskytují sympatricky. Asijský areál rozšíření je mnohem větší než ten evropský a i když souhrnná data pro asijskou populaci nejsou k dispozici, má se za to, že asijská populace supů bělohlavých je stabilní.
V Africe je rozšířen hlavně na severozápadě a severovýchodě, jedná se však o zálety nehnízdících jedinců a k hnízdění dochází již jen v Alžírsku, kde je podle odhadu z roku 2021 přítomno asi 200 párů. V Maroku byl sup bělohlavý hojně rozšířen, avšak koncem 20. století nastal populační kolaps následkem otrav, a v roce 1984 byly aktivní jen 3 z 10 známých kolonií. Terénní výzkum publikovaný v roce 2005 z hornatých oblastí severního Maroka již nezaznamenal žádné supy bělohlavé. Od počátku 20. let 21. století se několik supů ze Španělska zkouší usídlit kolem Džebel Músá v severním Maroku. V Tunisku byl sup bělohlavý usazen v severních i jižních hornatých oblastech, a hnízdění bylo v minulosti zaznamenáno i v Egyptě i Súdánu. Ze všech těchto zemí již sup bělohlavý vymizel.

## Popis

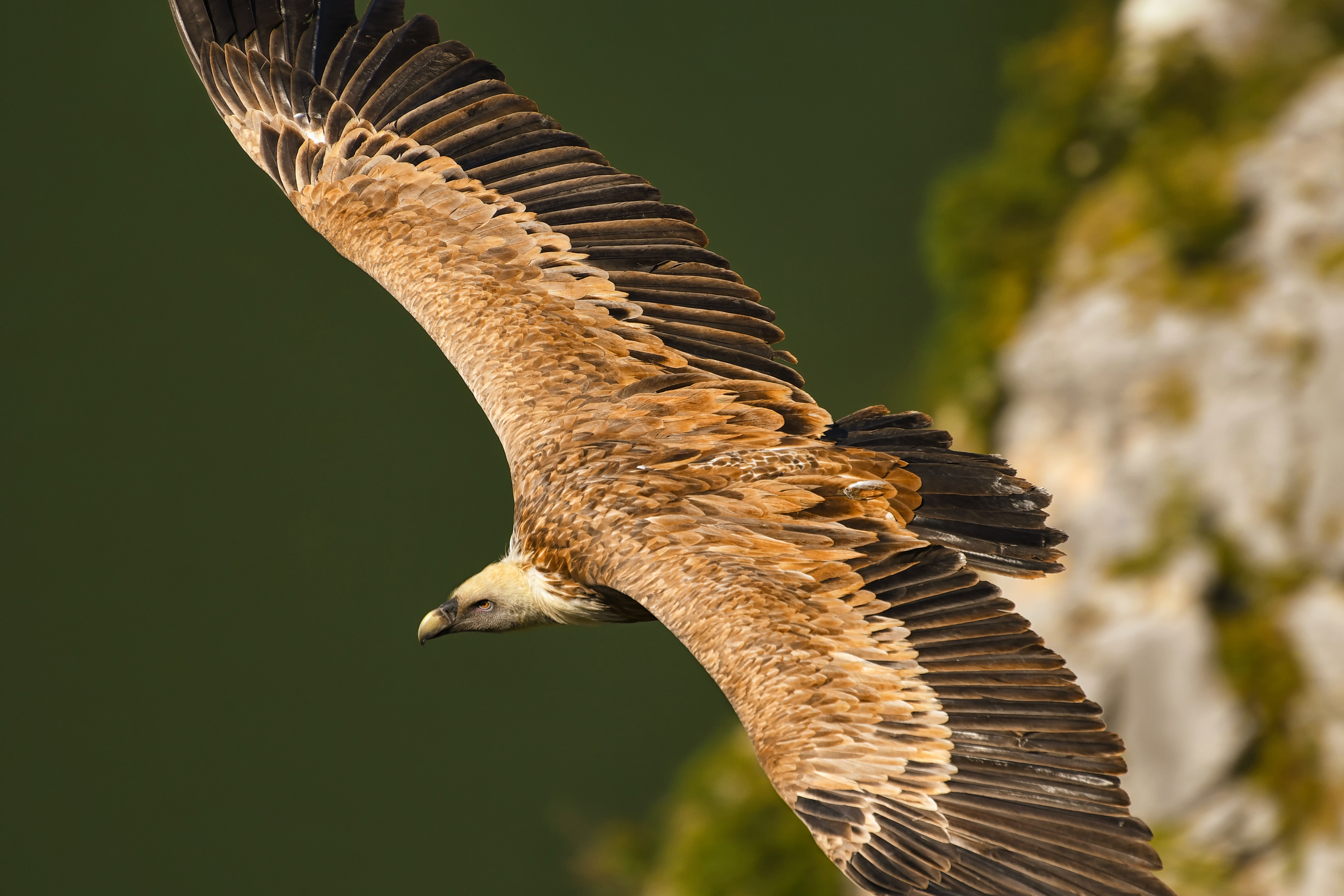
Sup bělohlavý v letu (Srbsko). Na fotografii lze dobře vidět kontrastující světle hnědé krovky s tmavě hnědými letkami

Tento mohutný druh supa je výrazně větší než většina ostatních supů. Délka těla se pohybuje kolem 95–110 cm, rozpětí křídel je 230–265 cm. Ocas má na délku 28–32 cm. Samec běžně váží 6,2–10,5 kg, samice 6,5–11,3 kg. Maximálně může váha supa sahat k 15 kg. Mohutná křídla obdélníkového tvaru jsou velmi široká. Při klouzavém letu konce křídel vypadají, jakoby sup měl dlouhé prsty – ve skutečnosti se jedná o silné ruční letky. Ocas je široký, relativně krátký, při rozevření v letu je patrné zakulacené zakončení. V letu je dlouhý krk zatažen. Při kroužení má sup bělohlavý mírně zvednutá křídla do tvaru mělkého písmene V. Opeření nevykazuje znaky pohlavního dimorfismu, samec se od samice na první pohled neliší. Dospělec má hlavu a krk bílé, což supovi vysloužilo i jeho druhové jméno. Výrazný krční límec z jemného prachového peří je také bílý. Letky jsou tmavě hnědé, křídelní krovky a tělo jsou světle hnědé. Svrchní křídelní krovky mají široké světle béžové špičky. Zobák je žlutavě rohový, statný a kratší než hlava. Nohy jsou poměrně krátké, šedé. Duhovka je žlutohnědá. Ozobí je šedé. Kůže po stranách krku a na tváři je šedomodrá.
Nedospělý jedinec nemá svrchní velké krovky zakončeny světle hnědě a spodní křídelní krovky jsou ještě o něco světlejší než u dospělců. Krční límec je spíše béžový než bílý. Zobák je šedý. Do dospělého šatu se supi oblékají kolem 5.–6. roku života. Duhovka nedospělce je tmavě hnědá a od třetího roku života světlá. Zobák je tmavě šedý a teprve časem získává žlutavý nádech.

## Biologie a ekologie

### Chování

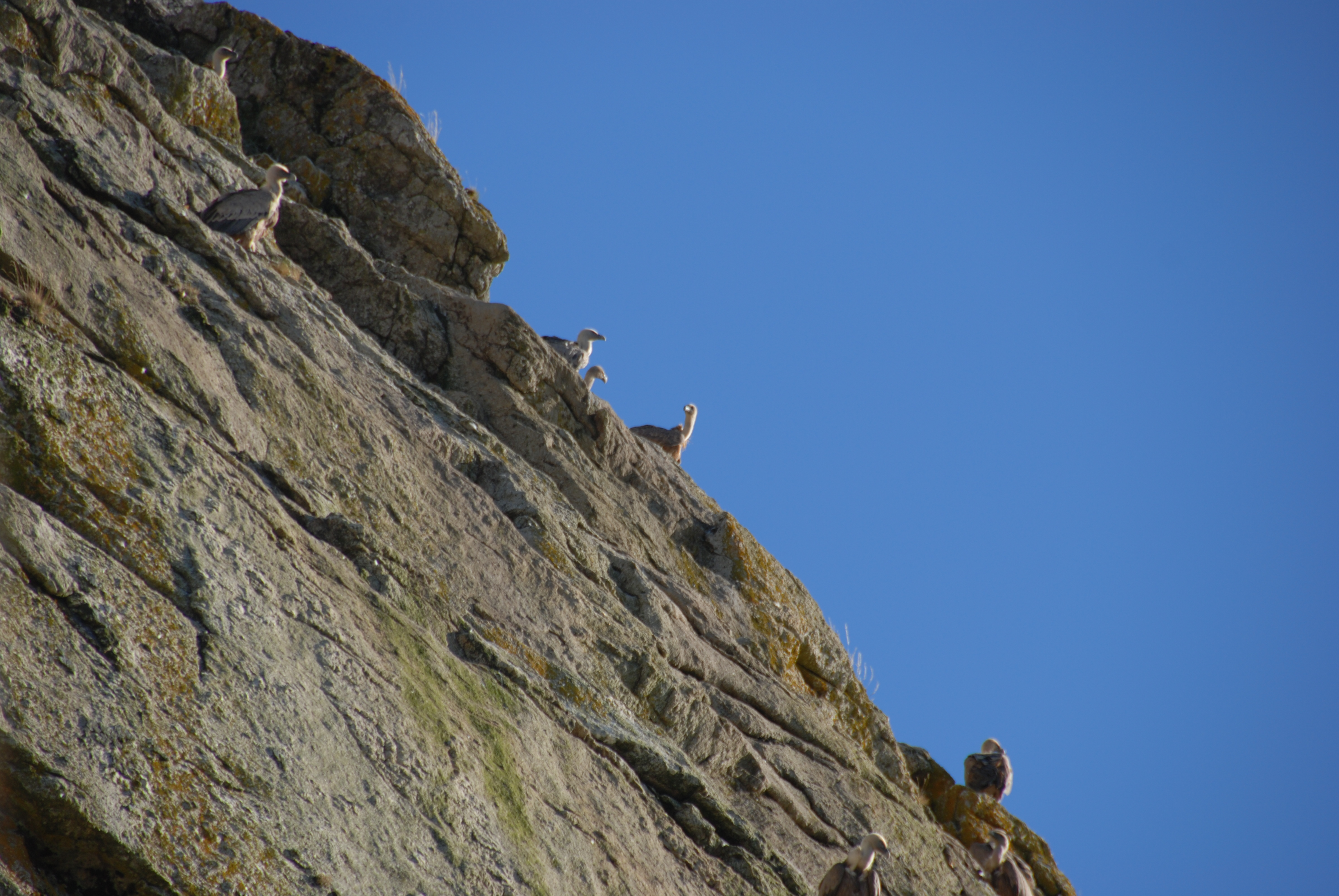
Supi na skále ve Španělsku

Sup bělohlavý potřebuje pro život rozsáhlou otevřenou krajinu s dostatečným množstvím středně velkých až velkých savců, kteří mu poskytují potravu v podobně mršin. Obývá různé habitaty od pouštních a polopouštních oblastí po vysokohorské plošiny a skály do 3000 m n. m. Vyhledává hlavně geomorfologicky bohatou krajinu plnou kaňonů, skalnatých hor a vysokohorských plání. Důležitá je i dostupnost skalnatých útesů (případně i vzrostlých stromů) pro hnízdění a celoročně příznivé podmínky pro klouzavý let v podobě teplých stoupavých větrů. Hřaduje se skupinách na útesech, někdy i na stromech.
Jedná se převážně o stálý druh, avšak nehnízdící a nedospělí jedinci mohou pravidelně zalétat do končin vzdálených i tisíce kilometrů. K extrémním případům patří jedinec okroužkovaný ve Španělsku v roce 2021. V březnu 2022 byl odchycen v Bulharsku, kde byl opatřen sledovacím zařízením a v dubnu 2023 byl již zpět ve Španělsku. Cestou překročil slovinské, italské, švýcarské i francouzské Alpy. Za rok tak urazil kolem 3000 km. Na podzim se řada nedospělých a občas i dospělých supů vydává na jih a vrací se na jaře. Tak např. nedospělí supi ze Španělska tíhnou k podzimní migraci přes Gibraltar do Sahelu a supi z Izraele míří do východní Afriky a jižní Arábie. Sup bělohlavý se ve vzduchu pohybuje hlavně pomocí plachtění, které občas střídá s těžce působícím mávnutím křídel. Stejně jako u ostatních supů, i supa bělohlavého je běžné plachtění v kruzích, které občas prokládá jediným mávnutím křídel. Podobně jako ostatní dravci, i sup bělohlavý při plachtění využívá teplé stoupavé vzdušné proudy, které se vyskytují nad pevninou. Absence těchto proudů nad mořem pro supy znamená, že při překročení moře musí mnohem více zapojovat energeticky náročný třepotavý let. Přelet 15 km dlouhého Gibraltarského průlivu supovi zabere kolem 18–25 min. Pro jeho úspěšné překonání potřebuje vystoupat alespoň do 600 m a během přeletu takřka nepřetržitě mávat křídly. K přeletu průlivu typicky dochází ve skupinách o několika desítkách supů. V případě nepříznivých větrů mohou několik dní čekat na vhodnější podmínky. V letu se pohybuje průměrnou rychlostí 47 km/h.

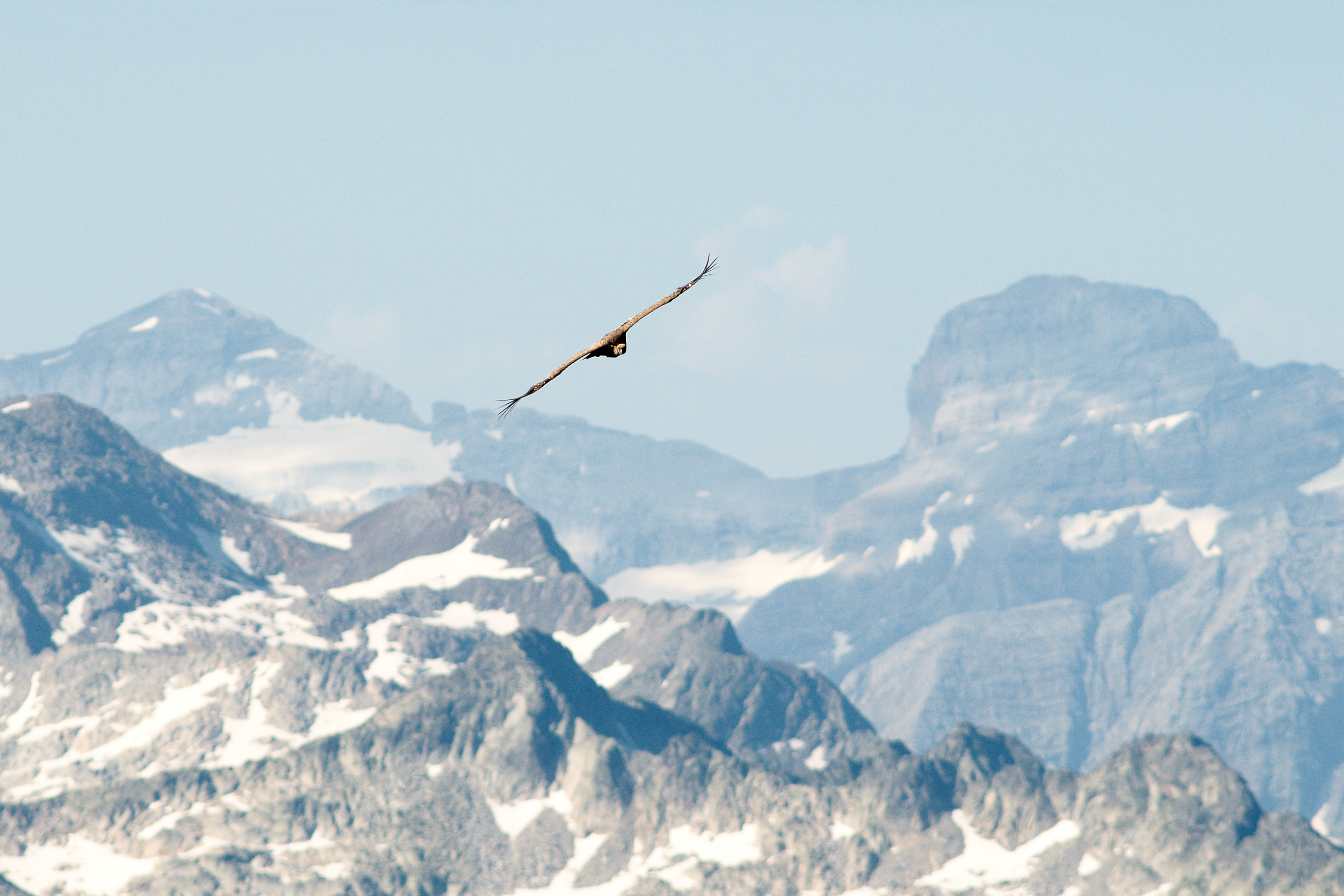
Letící sup bělohlavý ve francouzských Pyrenejích

Sup bělohlavý patří k ptákům, kteří jsou vystaveni extrémním změnám teplot. V pouštních oblastech západního Palearktu jsou schopni pobývat v teplotách stoupajícím k 50 °C. Při snesení na zem může teplota substrátu sahat až 70 °C, avšak již několik minut po vznesení do vzduchu může sup bělohlavý dosáhnout výšek, kde pocitové teploty spadají pod bod mrazu. K termoregulaci supovi slouží jejich neopeřené nebo jen spoře opeřené části těla (krk, nohy a menší neopeřené části na hrudí a pod křídly), takže sup bělohlavý může pouhou změnou pozice držení těla snížit neopeřenou plochu kůže vystavenou prostředí ze 32 na 7 %, což v chladném prostředí může představovat až 52% úsporu tepelného úniku.
Vzhledem k velikosti dospělý sup bělohlavý nemá přirozené predátory. Na hnízdiště za účelem získání vajec může zaútočit racek středomořský, sup mrchožravý nebo krkavec velký. Krkavci přitom byli pozorováni při koordinovaném útoku, kdy dvojice krkavců nalétávala a klovala na inkubujícího supa a zatímco jeden krkavec kloval supa do hlavy, druhý se snažil dostat k vejci. Při predaci mláďat na hnízdě byla zaznamenána liška obecná. Hlasový projev supa bělohlavého zahrnuje řadu různých syčivých a drsných bručivých zvuků, které vydává nejčastěji ve skupině u mršiny nebo na bidlech.

### Potrava

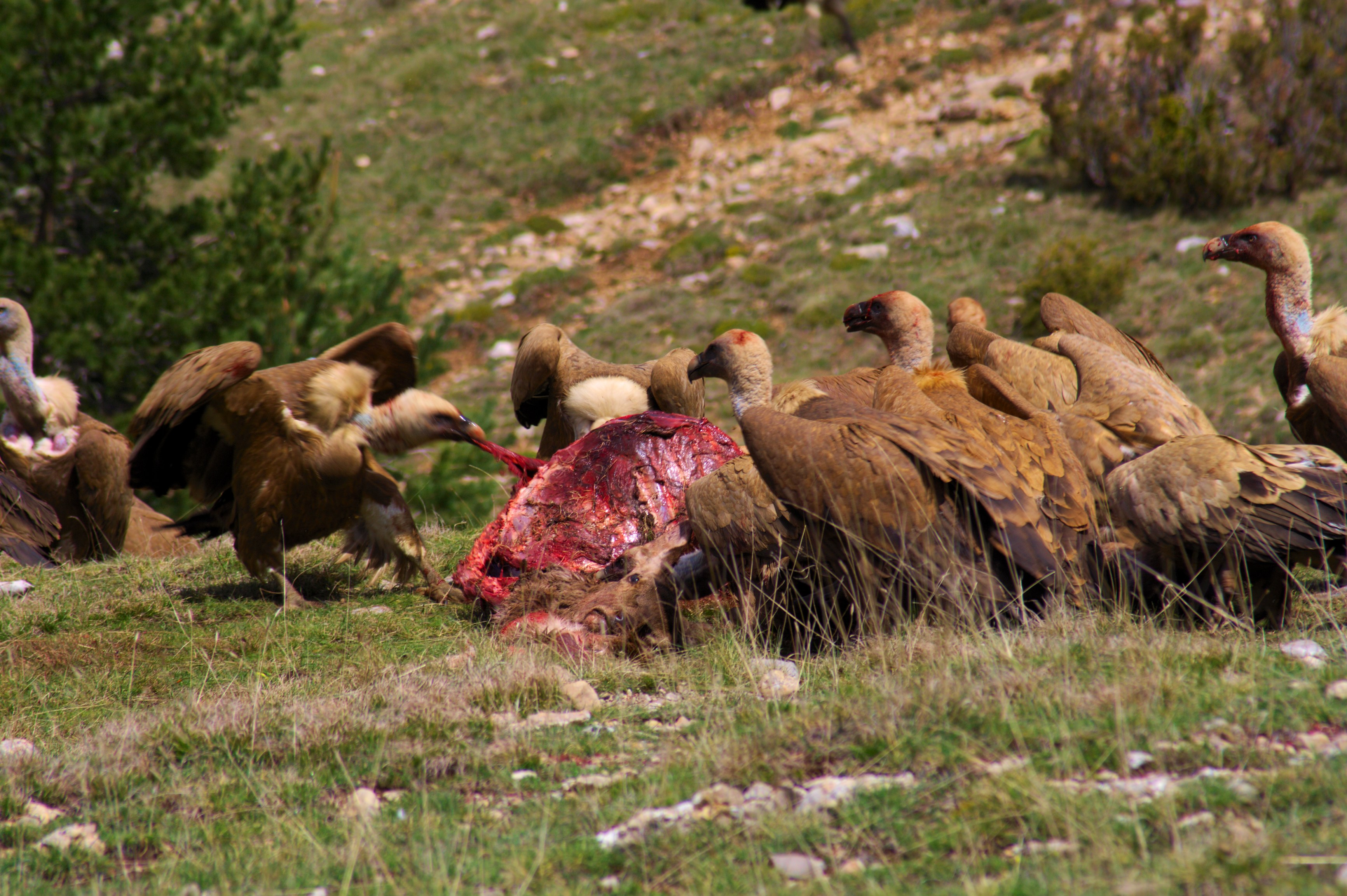
Supi bělohlaví při hodování na mrtvole jelena ve Španělsku

Živí se výhradně mršinami. Zvláště v oblibě má vnitřnosti a další měkčí části, jako je obsah žaludku včetně již rozložené potravy. Vyhledává hlavně mršiny větších savců, jako jsou kozy, ovce, koně, velbloudi, jeleni, psi, zajíci nebo lišky. Vzácně může pozřít i mršinu ryby, kachny nebo kytovce. Výjimečné bylo pozorování skupiny supů bělohlavých v Nizozemí při krmení na ptáčatech čápů bílých na hnízdech. V Rodopech tvořila 60 % jídelníčků supů bělohlavých zvířata zabitá predátory (vlkem obecným nebo šakalem obecným), 38 % mršin zemřelo z přírodních příčin a 2 % následkem pytláctví. Jen 13 % mršin představovala divoká zvěř, zbytek byla domestikovaná zvířata.
Při nalezení mršiny ji sup bělohlavý typicky rozřeže svým hákovitým horním zobákem, případně se dovnitř těla proklove přes řitní či jiný otvor, načež vstrčí celou hlavu dovnitř mršiny a vytrhne vnitřnosti. Nezřídka tak má hlavu a krk obarvené červenou krví. Potravu typicky polyká po velkých soustech. K tomuto typu krmení má uzpůsobenou morfologii zobáku, lebky i obratlů. Jak lebka, tak první dva obratle supa bělohlavého jsou dlouhé a úzké, takže sup dokáže snadno vsunout svou hlavu dalece do mršiny. Pohyblivost krku a schopnost uzmout těžká sousta podporuje extra silná krční svalovina.

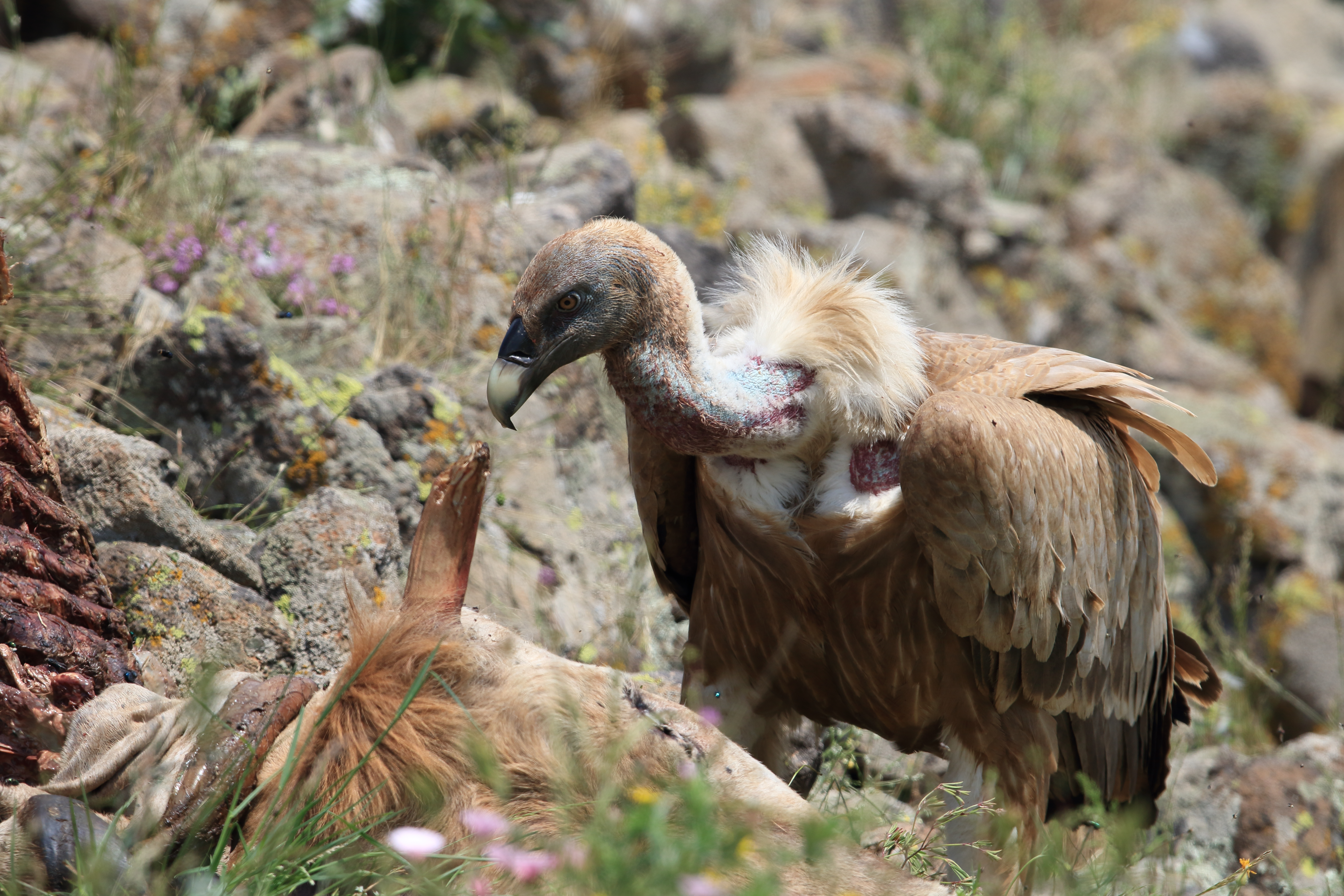
Sup bělohlavý při krmení na zdechlině (Bulharsko)

V případě nedostatku mršin se sup bělohlavý může obrátit i na slabší kusy živé kořisti. Poté, co počátkem 21. století Evropská unie zakázala ponechávání mršin hospodářských zvířat v krajině, aby se tak zabránilo šíření nemoci šílených krav, začali španělští supi hladovět. Farmáři nedlouho poté začali nahlašovat změnu chování supů; sup měli mnohem častěji útočit na nehybná či nemocná zvířata nebo zdravá novorozeňata. Španělští supi často jedí ovčí placenty poté, co jsou spolu s mládětem vrženy samicí, avšak nově je měli začínat nahlodávat v momentě, kdy je ještě samice plně nevyvrhla. Byli také zaznamenáni supi, co se snesli na kořist odstřelenou lovci ještě dříve, než se k ní lovci stačili dostat. Terénní výzkum mezi farmáři španělských a francouzských Pyrenejí nicméně tvrzení farmářů do jisté míry zpochybnil s tím, že očitá svědectví těchto útoků jsou velmi vzácná a farmáři při svých výpovědích o častějších útocích na živá zvířata spíše interpretují znaky v terénu, které nemusí být vždy vypovídající, jako je přítomnost supího peří u zdechliny nebo nárůst supí populace v oblasti. Ve francouzských Pyrenejích byl zaznamenán případ supů, kteří rozsápali mrtvolu ženy, která se zabila pádem z útesu. Záchranáři se k ní sice dostali již za 45 minut, avšak našli už jen oblečení a několik kostí.

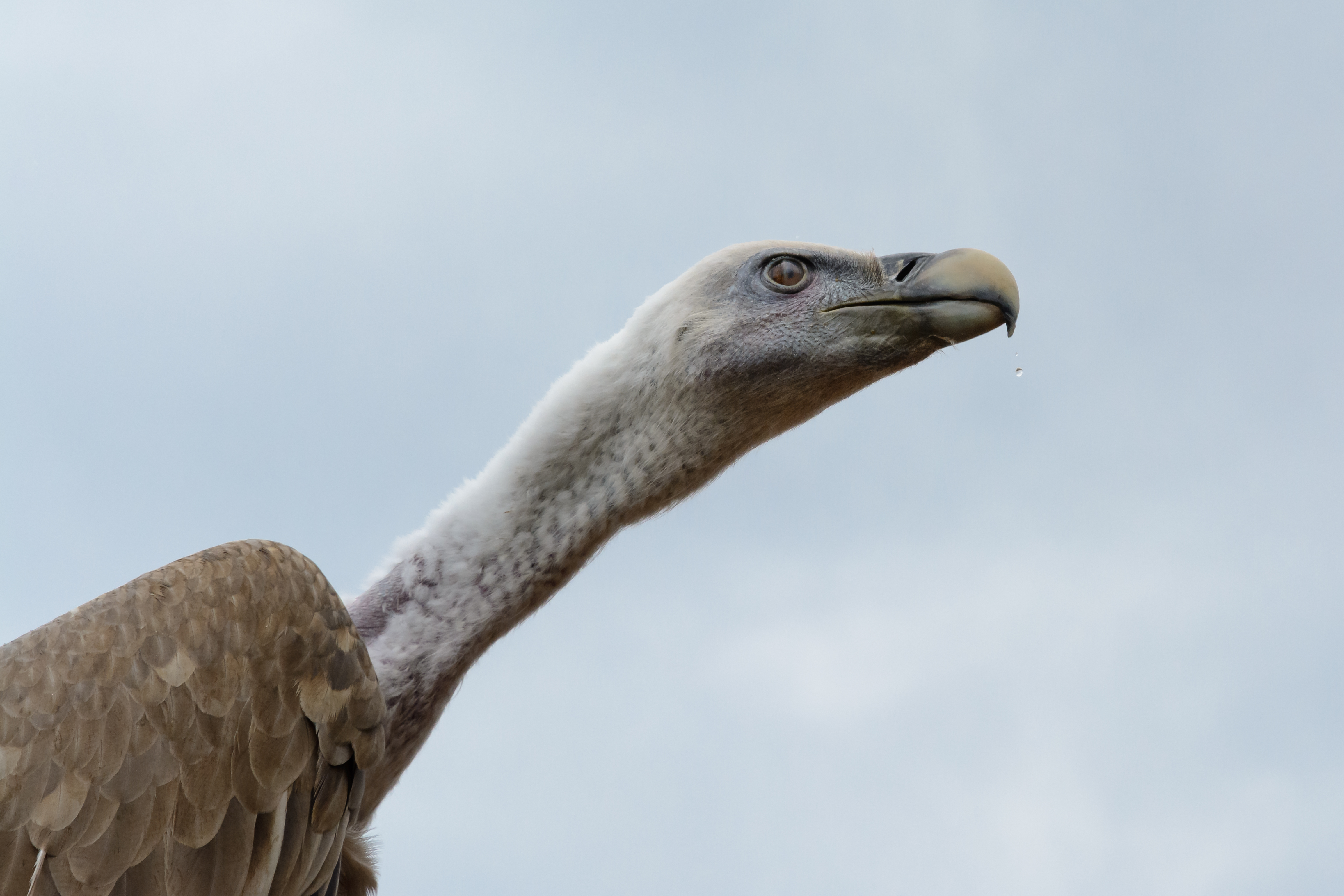
Natažený krk supa bělohlavého uzpůsobený jeho ekologii; dlouhý krk se dobře vsune dovnitř mršiny a chabé opeření pomáhá s termoregulací

Sup bělohlavý hledá mršiny s pomocí zraku, který je ve srovnání s ostatními dravými ptáky velmi dobře vyvinut. Typicky sám nebo ve volných skupinách krouží nad krajinou, a jakmile spatří mršinu, snese se na ni. To může rychle přilákat další supy z okolí. V krajních případech se u mršiny může sletět i desítky či dokonce nižší stovky supů (pozorováno bylo až 300). U krmné stanice ve Španělsku bylo dokonce viděno hejno o 1000 supech. Při skupinovém krmení supů na mršině nastává ve skupině supů poměrně jasná dominance dospělců nad nedospělými supy. Sup bělohlavý poměrně běžně může být i několik dní bez potravy. Vzdálenost, kterou sup během jediného letu za potravou urazí z hnízda či hřadoviště, se liší podle dostupnosti potravy. Typicky čím déle sup nejí, tím dále zalétává a tím výše se pohybuje, aby tak pokryl větší plochu a zvýšil šance na nalezení mršiny. Ve Francii sup uletěl za potravou v průměru 160 km, v Izraeli 141 km. V Pyrenejích nicméně byly zaznamenány i lety o 800 km. Ve Španělska bylo zjištěno, že denní aktivity supa bělohlavého jsou velmi podobné krkavci velkému a vráně obecné, které se rovněž živí mršinami. Je možné, že k nalezení mršin supi využívají právě přítomnost těchto krkavcovitých ptáků, a naopak ti zase vytěžují schopnost supa rozřezat a naporcovat mršinu.

### Hnízdění

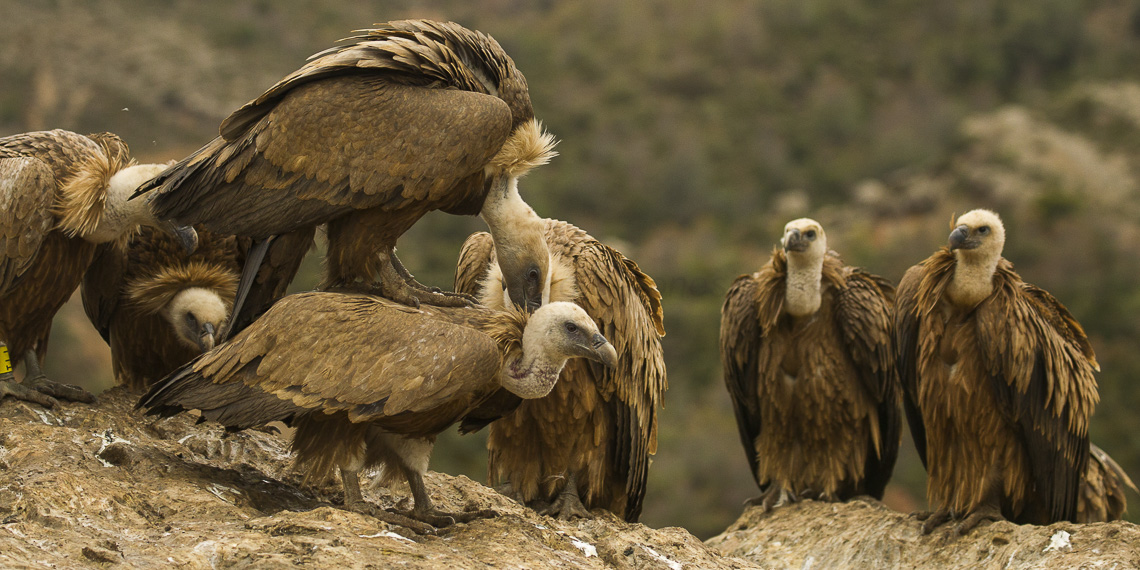
Pářící dvojice (Španělsko)

Hnízdní období supa bělohlavého je značně prodlouženo a přesná doba hnízdění závisí vedle zeměpisné lokace na dostupnosti mršin. K námluvám dochází někdy od poloviny září do půlky prosince, kladení vajec nastává od listopadu do poloviny dubna. Jedná se o monogamní druh. Nejčastějším typem námluv jsou společné lety, během kterých samec a samice krouží vysoko ve vzduchu těsně u sebe, občas za doprovodu dalšího páru, který přesně kopíruje jejich trasu. Méně častým typem námluvního chování je vzájemné čistění peří na hnízdě, které typicky zahájí samec nedlouho před kopulací.

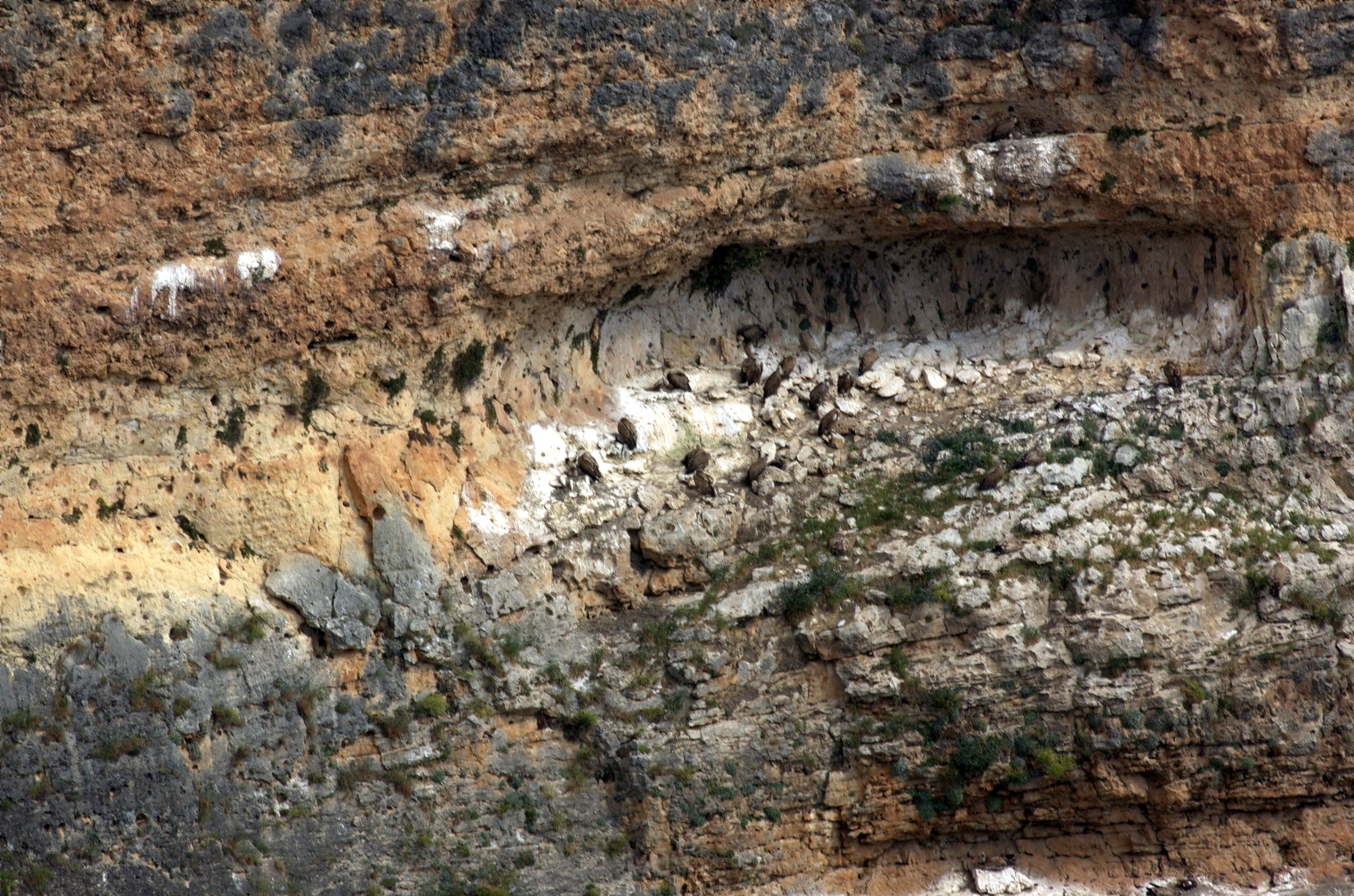
Hnízdní kolonie supů bělohlavých ve Španělsku

Hnízdí v koloniích, které obvykle mají 5–20 hnízd, mohou však být mnohem větší až do cirka 150 hnízd. Hnízda bývají umístěna na strmých až vertikálních útesech, vzácněji i na stromech nebo na kopci. Na útesech hnízdí v jeskyňkách a krytých i nezakrytých římsách. V případě hnízdění na stromě může využívat existující hnízda jiných dravých ptáků, jako jsou sup hnědý, orel mořský nebo orel královský. Na stavbě hnízda z klestí a dalšího rostlinného materiálu se podílí oba partneři. Vnější průměr hnízda se pohybuje kolem 50–92 cm, výška dosahuje 15 cm.

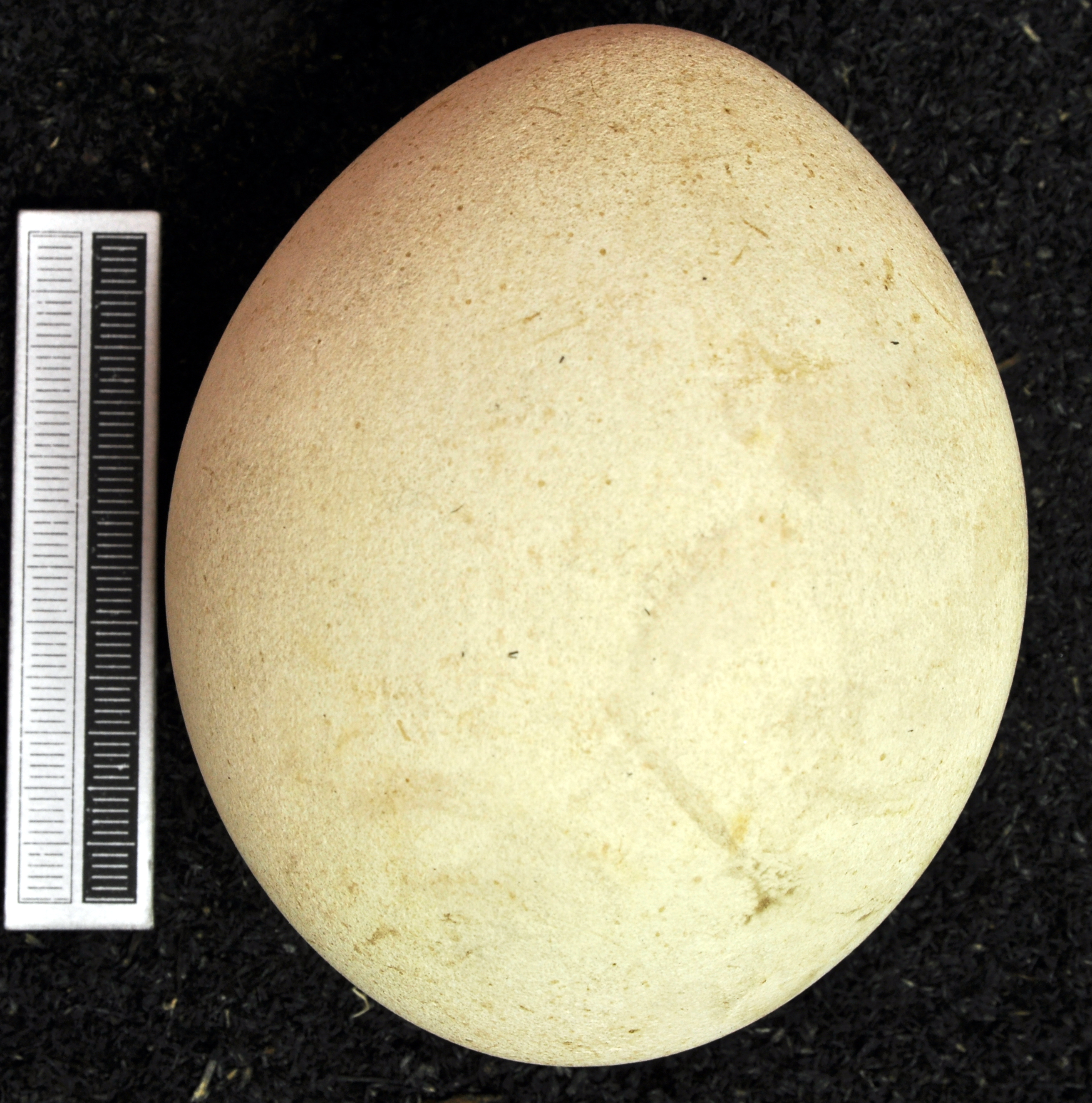
Vejce supa bělohlavého

Ke kopulaci dochází nejčastěji přímo na skalní římse s hnízdem. U krétských supů se četnost kopulací za den pohybovala mezi 0–4, v průměru 0,16 ± 0,34 kopulací za den, přičemž 3,3 % z nich představovaly extrapárové kopulace. Samice klade 1, výjimečně 2 vejce o rozměrech kolem 90×70 mm. Jejich barva bývá bílá, občas s rezavě hnědými skvrnami na jednom z vrcholů. Typicky klade jen jednu snůšku za rok, avšak v případě časného zániku první snůšky může dojít k nakladení náhradní snůšky. Samec a samice se v sezení na vejcích střídají. Na Krétě trvala inkubační směna v průměru kolem 37 hodin a doba inkubace byla v průměru 57 dní. Semi-altriciální a nidikolní ptáčata mají při narození váhu kolem 170–210 g.  Na hnízdě zůstávají kolem 120–132 dní. Po výletu z hnízda jim rodiče nadále pomáhají shánět potravu po další 3–4 měsíce, načež dochází k potravnímu osamostatnění. Ve volné přírodě se sup bělohlavý dožívá maximálně 35 let. V zajetí se může dožít až 41 let.
V Izraeli patřila k nejvýznamnějším faktorům hnízdní úspěšnosti umístění hnízda v rámci útesu. Hnízda v jeskyňkách zaznamenala vyšší míru hnízdní úspěšnosti než méně krytá hnízda na skalních římsách. Podobné závěry jsou známy i ze Španělska.

## Vztah k lidem

### Ohrožení

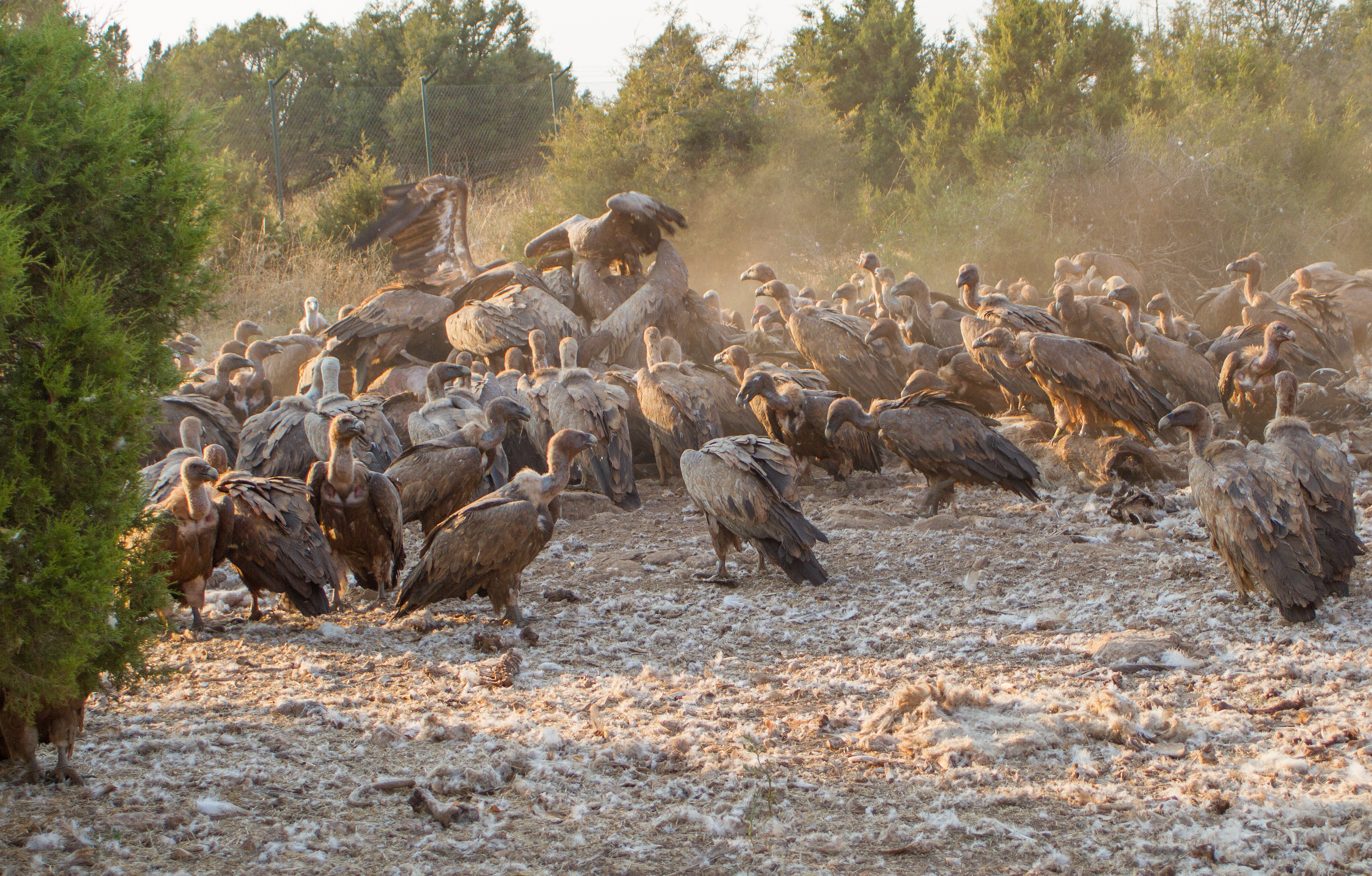
Supi bělohlaví u krmné stanice ve Španělsku

Mezinárodní svaz ochrany přírody (IUCN) považuje supa bělohlavého za málo dotčený druh. Hlavní hrozbu supů bělohlavých stále představují sekundární otravy, i když jejich množství se snižuje. Mezi lety 2000–2010 ve Španělsku podlehlo sekundárním otravám 2146 supů bělohlavých. K sekundárním otravám stále dochází i na Balkáně. Přímý lov supů také poklesl, stále však k němu může docházet ve východní Evropě, střední Asii a na Středním východě. K dalším hrozbám supů bělohlavých patří rušivé vlivy turistů nebo výstavba větrných elektráren a vodičů vysokého napětí. V jižní Asii způsobil pokles početnosti různých druhů supů diklofenak, což je lék široce využívaný při preventivní léčbě protizánětlivých onemocnění dobytka. Tento přípravek byl schválen k použití ve Španělsku v roce 2013 a roku 2021 došlo k prvnímu záznamu úmrtí evropského supa na následky otravy diklofenakem, a sice u supa hnědého z Katalánska.
Když v roce 2001 Evropská unie zakázala ponechávání mrtvých kusů dobytka volně v přírodě, aby tak zabránila šíření nemoci šílených krav, začali v některých oblastech supi hladovět. Nedostatek potravy některé populace řešili nalézáním alternativních zdrojů potravy, ke kterým patřily skládky odpadu, kde jsou však supi vystaveni vysokému riziku pozření těžkých kovů. Analýza vzorků krve ze 121 supů bělohlavých ze Španělska ukázala, že každý z testovaných supů měl v těle zvýšenou hladinu olova.

### Ochrana

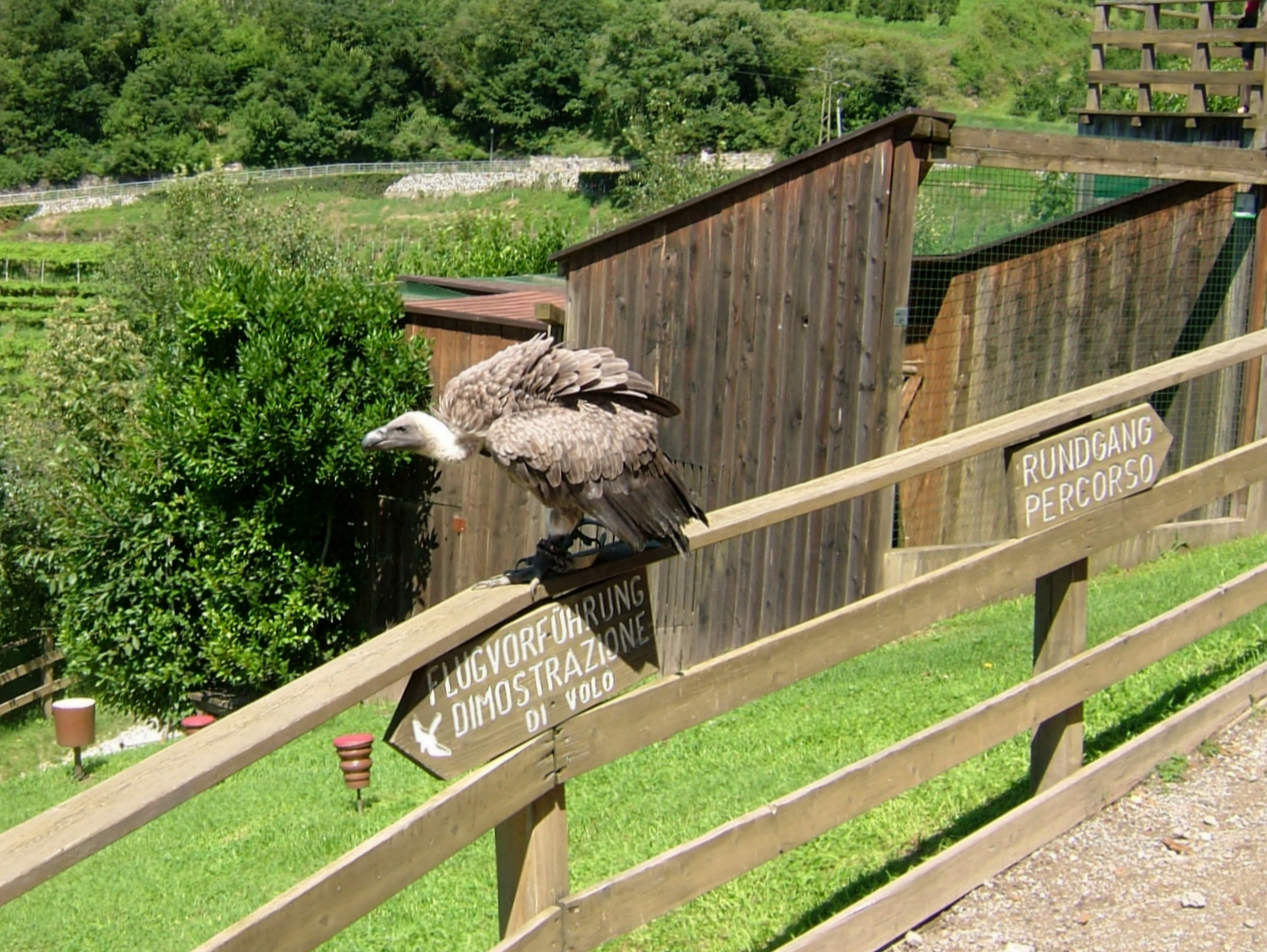
Sup bělohlavý v ochranné záchytné stanici na hradu Tirol

K ochranným opatřením supa bělohlavého patří množení v zajetí, které probíhá nejméně v osmi evropských státech. S navýšením některých místních populací pomáhají krmné stanice a populační nárůst v souvislosti s přikrmováním byl zaznamenán např. v Srbsku. Velký úspěch zaznamenaly reintrodukční programy, které se zasloužily o navrácení supa do řady oblastí včetně francouzských Alp nebo Sicílie (viz kapitola Výskyt a početnost). Na evropském území je druh legislativně chráněn v rámci CITES, Bonnské úmluvy i Směrnicí o ptácích. Na Balkáně probíhá program BalkanDetox LIFE project, který se snaží snižovat používání otravných návnad v balkánských státech.

### Chov
Sup bělohlavý je velmi často držen v chovatelských zařízeních. V roce 2024 se jednalo nejméně o 185 chovných institucí v Evropské unii, dalších 41 zařízení drželo supa bělohlavého v jiných evropských státech. V Česku je sup bělohlavý k vidění v Zoopark Chomutov, Zoo Dvůr Králové, Zoo Ostrava, Zoo Plzeň, Obora Žleby a Zoo Zlín.